# Glomérulo
O glomérulo renal ou glomérulo de Malpighi é a unidade funcional dos rins, composta por um ramalhete de capilares circundados por uma membrana denominada cápsula de Bowman, através da qual se produz a filtração do sangue e eliminação dos resíduos metabólicos. Ao penetrar na cápsula de Bowman, a arteríola aferente divide-se em várias alças capilares, formando o glomérulo. Esses capilares voltam a se unir formando a arteríola eferente que sai da cápsula de Bowman pelo pólo vascular.
Quando o sangue passa pelos capilares glomerulares, água e outras substâncias saem do sangue, passam através das células endoteliais e caem no espaço de Bowman, de onde seguem para os túbulos renais. Esse líquido produzido pelo glomérulo recebe o nome de filtrado glomerular e o processo pelo qual ele se formou chama-se filtração glomerular. Nos túbulos renais o filtrado glomerular é processado e transformado em urina.
A membrana basal glomerular é formada por três camadas: a lâmina rara interna, que aparece clara na microscopia eletrônica e situa-se próxima às células endoteliais; a lâmina densa, mais escura; e a lâmina rara externa, localizada próxima aos podócitos e de tonalidade mais clara.
Outros constituintes dos glomérulos são as células mesangiais, localizada entre as alças dos capilares. Produzem um material amorfo chamado matriz mesangial e são responsáveis pela sustentação do glomérulo. Além disso, possuem função contrátil, podendo retrair o tufo capilar em situações de isquemia renal.